# Lijst van voetbalinterlands Australië - Mexico
Deze lijst van voetbalinterlands is een overzicht van alle officiële voetbalwedstrijden tussen de nationale teams van Australië en Mexico. De landen speelden tot op heden zes keer tegen elkaar. De eerste ontmoeting, een vriendschappelijke wedstrijd, werd gespeeld in Mexico-Stad op 1 december 1970. Het laatste duel, eveneens een vriendschappelijke wedstrijd, werd gespeeld op 9 september 2023 in Arlington (Verenigde Staten).

## Wedstrijden
| № | Plaats      | Datum            | Competitie                   | Wedstrijd          | Uitslag |
| - | ----------- | ---------------- | ---------------------------- | ------------------ | ------- |
| 1 | Mexico-Stad | 1 december 1970  | Vriendschappelijk            | Mexico – Australië | 3 – 0   |
| 2 | Sydney      | 24 augustus 1980 | Vriendschappelijk            | Australië – Mexico | 2 – 2   |
| 3 | Melbourne   | 26 augustus 1980 | Vriendschappelijk            | Australië – Mexico | 1 – 1   |
| 4 | Riyad       | 12 december 1997 | FIFA Confederations Cup 1997 | Mexico – Australië | 1 – 3   |
| 5 | Suwon       | 30 mei 2001      | FIFA Confederations Cup 2001 | Mexico – Australië | 0 – 2   |
| 6 | Arlington   | 9 september 2023 | Vriendschappelijk            | Mexico – Australië | 2 – 2   |

## Samenvatting
| Competitie              | Totaal gespeeld | Winst Australië | Gelijk | Winst Mexico | Doelsaldo Australië – Mexico |
| ----------------------- | --------------- | --------------- | ------ | ------------ | ---------------------------- |
| FIFA Confederations Cup | 2               | 2               | 0      | 0            | 5 − 1                        |
| Vriendschappelijk       | 4               | 0               | 3      | 1            | 5 − 8                        |
| Totaal                  | 6               | 2               | 3      | 1            | 10 − 9                       |

Wedstrijden bepaald door strafschoppen worden, in lijn met de FIFA, als een gelijkspel gerekend.